# Verena Sailerová
Verena Sailerová (* 16. října 1985, Illertissen, Bavorsko) je německá atletka, sprinterka. Její specializací je běh na 100 metrů, v hale běh na 60 metrů.

## Kariéra
Na juniorském mistrovství Evropy 2003 ve finském Tampere doběhla ve finále na šestém místě. O rok později na mistrovství světa juniorů v italském Grossetu skončila pátá. V roce 2005 získala bronzovou medaili na evropském šampionátu do 23 let v německém Erfurtě. Na stejném šampionátu vybojovala i stříbrnou medaili ve štafetě na 4 × 100 metrů. O dva roky později se stala v maďarském Debrecínu mistryní Evropy do 23 let. K titulu ze závodu na 100 metrů přidala stříbro ze štafety.
V roce 2008 skončila na halovém MS ve Valencii v semifinále (60 m) a reprezentovala na letních olympijských hrách v Pekingu, kde ve finále doběhlo německé kvarteto na pátém místě.
Na halovém ME 2009 v Turíně získala bronzovou medaili v závodě na 60 metrů (7,22). V témž roce vybojovala na mistrovství světa v Berlíně společně s Marion Wagnerovou, Anne Möllingerovou a Cathleen Tschirchovou bronzovou medaili ve štafetě na 4 × 100 metrů v čase 42,87 s. Čtvrté Rusky, za které finišovala Julija Čermošanská ztratily na Němky třináct setin sekundy. V individuálním závodě na 100 metrů skončila v semifinálovém v běhu na celkovém jedenáctém místě.
V roce 2010 se stala v Barceloně mistryní Evropy v běhu na 100 metrů. Ve finále si vytvořila výkonem 11,10 s nový osobní rekord. O jednu setinu pomalejší byla Francouzka Véronique Mangová a o osm setin její krajanka Myriam Soumaréová.
Letní atletickou sezónu v roce 2011 ukončila předčasně kvůli vleklým potížím s Achillovou šlachou a přišla tak o start na světovém šampionátu v jihokorejském Tegu.

## Osobní rekordy
- 60 m (hala) – 7,17 s – 7. března 2009, Turín
- 100 m (dráha) – 11,10 s – 29. července 2010, Barcelona